# レモンのキッス
「レモンのキッス」（Like I Do）は、ナンシー・シナトラが1962年に発表した楽曲。作詞・作曲はディック・マニング (Dick Manning) 。

## 概要
本国（アメリカ合衆国）では「逢ったとたんに一目ぼれ」（テディ・ベアーズのカバー。原題：To Know Him Is To Love Him）のB面曲として発売されたが、日本ではA面とB面が入れ替えられ、「レモンのキッス」をA面曲として1962年9月15日に日本ビクター（音楽レコード事業部。現在のJVCケンウッド・ビクターエンタテインメント）よりシングル発売された。
アメリカではヒットしなかったが、イタリアでは2位、オランダでは4位、日本では6位を記録した。
この楽曲はアミルカレ・ポンキエッリが作曲したオペラ『ラ・ジョコンダ』の中のバレー音楽「時の踊り」の主旋律に歌詞を付けたもの。同曲をルーツとしたポップスには、他に小柳ゆきの「Lovin' You」がある。

## カバー
ナンシーがこの曲を発表したのと同年の1962年に、イギリスでモーリン・エバンスによってカバーされヒットした。
また同じく1962年に、日本でも日本語の訳詞でカヴァーバージョンが発売された。
日本語版は森山加代子、ザ・ピーナッツ（訳詞：みナみカズみ、編曲：宮川泰）、伊藤アイコ（訳詞：水島哲、編曲：寺岡真三）らの競作であったが、ザ・ピーナッツ版が最もヒットした。ザ・ピーナッツは他の歌手との競作となるとヒットしにくい傾向があった（初期のザ・ピーナッツは歌唱力が余り評価されていなかったのが最大の理由）が、この楽曲で初めて競作楽曲で他の歌手のレコードよりヒットした。
その他ベニ・シスターズ、アパッチ、ゴールデンハーフ、RaCCo組、佐藤奈々子、ピチカート・ファイヴ、ViVA!（東京パフォーマンスドール内の市井由理、穴井夕子、八木田麻衣の３人ユニット）、JUNCAらによる日本語カバーが存在する。
1993年、Mi-Ke アルバム『甦る60's 涙のバケーション』にて英語詞カバー。
アメリカ本国ではナンシーが歌った翌年にテレサ・ブリュワーが「She'll Never Love You Like I Do」としてカバーしている。フランスではカトリーヌ・アルファが「Comme moi」の曲名でカバーしている。

## 同名異曲
みなみりかも「レモンのキッス」という楽曲を歌っているが、作詞：藤公之介、いずみたく、作曲：いずみたく、編曲：大柿隆の本項の楽曲とは全く別の曲である。